# Metro w Mińsku
Metro w Mińsku (biał. Мінскі метрапалітэн, ros. Минский метрополитен) – system metra w Mińsku, będący jedynym systemem kolei podziemnej na Białorusi. Został on uruchomiony w 1984 roku i składa się z trzech linii o długości 44,9 km, na których zlokalizowano 36 stacji pasażerskich i 3 techniczne.

## Historia

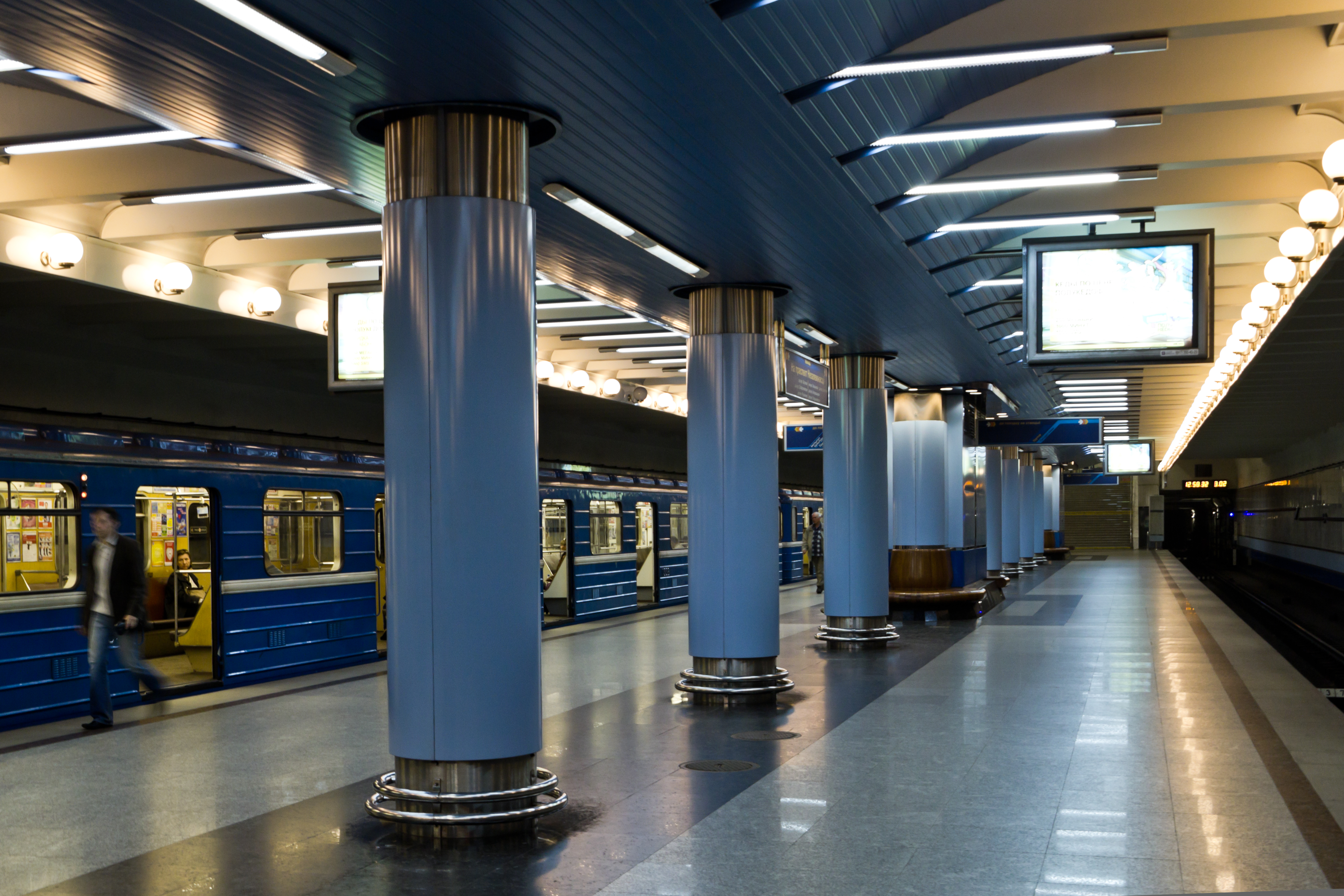
Stacja Uruczcza oddana do użytku w 2007 roku

Decyzję o budowie metra w stolicy Białoruskiej Socjalistycznej Republiki Radzieckiej podjęto 4 lutego 1977. Zdecydowano o budowie jednej linii posiadającej 8 stacji: wszystkich podziemnych, ale stosunkowo płytkich wobec metra głębinowego np. w Moskwie czy Leningradzie.
3 maja 1977 rozpoczęła się budowa, a 4 listopada rozpoczęto drążenie tunelu od stacji Park Czaluskincau. 30 czerwca 1984 oddano do użytku niespełna 8-kilometrowy odcinek pierwszej linii, na którym znalazło się 8 stacji pasażerskich oraz stacja techniczna. 31 grudnia 1986 linia została wydłużona o kolejne 2 km.
W 1985 roku rozpoczęto budowę drugiej linii, której pierwszy 6-kilometrowy odcinek z 6 stacjami oddano do użytku w roku 1990. Do 2005 roku linia była czterokrotnie przedłużana, dodatkowo w 2003 roku otwarto na jej końcu (drugą) stację techniczną.
Po zakończeniu budowy 2. linii przystąpiono do dalszej rozbudowy 1. linii. Nowe odcinki otwierano w 2007, 2012 i 2014 roku.
W marcu 2014 rozpoczęto budowę trzeciej linii metra, która będzie łączyła południe miasta z północnym wschodem za pośrednictwem centrum, tworząc dwa nowe punkty przesiadkowe do istniejących linii. W 2017 roku zamówiono 10 nowych pociągów (6 sztuk 4-członowych i 4 sztuki 5-członowe) w mińskich zakładach Stadlera. Pierwszy odcinek trzeciej linii składający się z 4 stacji otwarto 7 listopada 2020.
| Data             | Linia | Odcinek lub stacja                        |        |
| ---------------- | ----- | ----------------------------------------- | ------ |
| 30 czerwca 1984  | 1     | Instytut kultury – Maskouskaja            | [ 1 ]  |
| 31 grudnia 1986  | 1     | Maskouskaja – Uschod                      | [ 1 ]  |
| 31 grudnia 1990  | 2     | Traktarny zawod – Frunzienskaja           | [ 1 ]  |
| 28 maja 1991     | 2     | Pierszamajskaja                           | [ 9 ]  |
| 3 lipca 1995     | 2     | Frunzienskaja – Puszkinskaja              | [ 1 ]  |
| 7 listopada 1997 | 2     | Traktarny zawod – Autazawodskaja          | [ 1 ]  |
| 5 września 2001  | 2     | Autazawodskaja – Mahilouskaja             | [ 1 ]  |
| 7 listopada 2005 | 2     | Puszkinskaja – Kamiennaja Horka           | [ 1 ]  |
| 7 listopada 2007 | 1     | Uschod – Uruczcza                         | [ 1 ]  |
| 7 listopada 2012 | 1     | Instytut kultury – Piatrouszczyna         | [ 1 ]  |
| 3 lipca 2014     | 1     | Piatrouszczyna – Malinauka                | [ 1 ]  |
| 7 listopada 2020 | 3     | Kawalskaja Słabada – Jubilejnaja Płoszcza | [ 2 ]  |
| 30 grudnia 2024  | 3     | Kawalskaja Słabada – Słucki Hasciniec     | [ 10 ] |

### Wypadki
30 maja 1999 w przejściu podziemnym prowadzącym do stacji Niamiha doszło do wybuchu paniki, w wyniku której zginęły 53 osoby. Powodem histerii była gwałtowna burza i opad gradu, przed którym w przejściu postanowili się schronić uczestnicy festiwalu piwa odbywającego się nad Świsłoczą.
11 kwietnia 2011 na stacji Kastrycznickaja doszło do wybuchu bomby, w którym zginęło 15 osób, a kolejnych 200 zostało rannych. Dwóch sprawców tego zamachu zostało skazanych na śmierć i rozstrzelanych.

## Charakterystyka

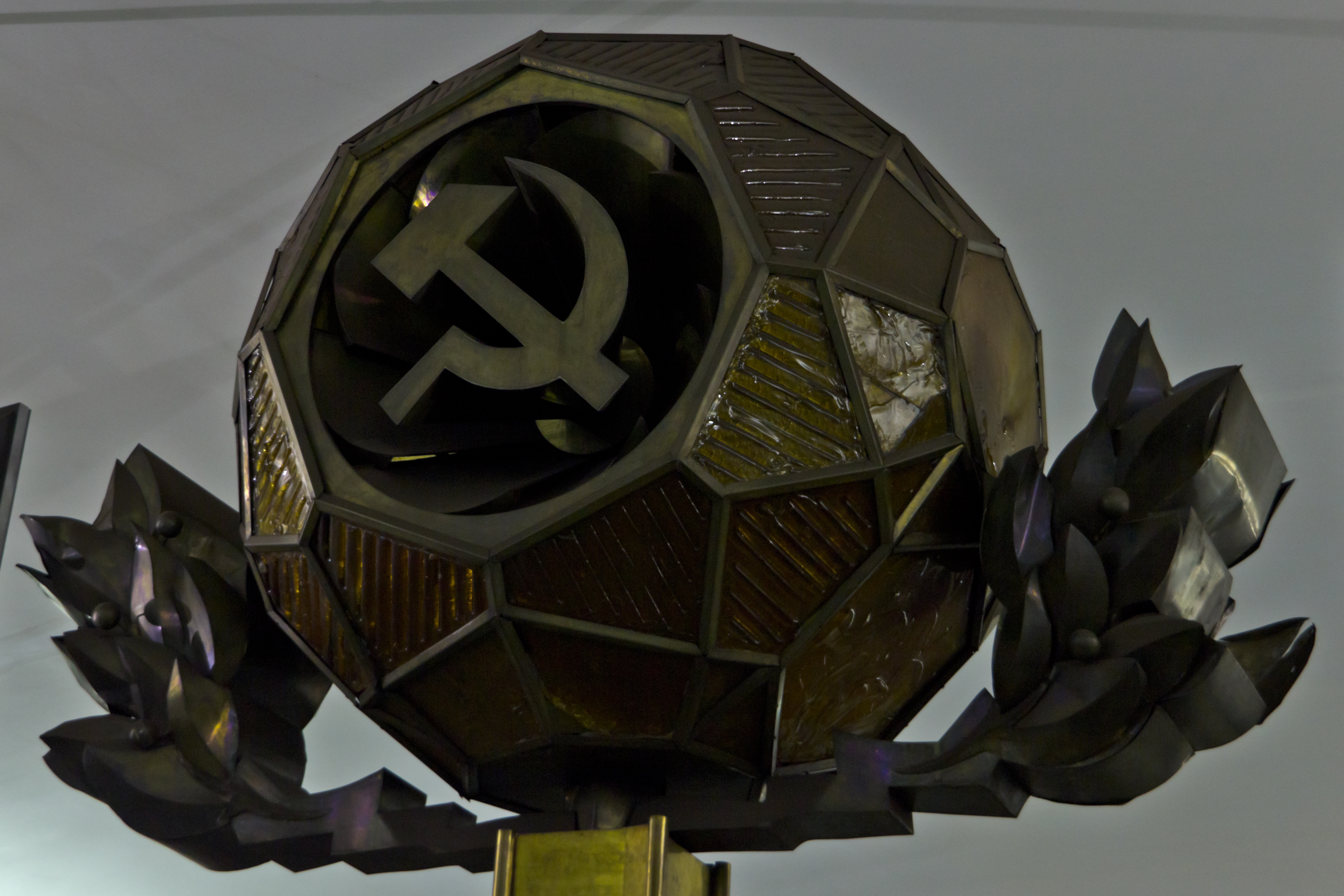
Sierp i młot na stacji Płoszcza Lenina

Metro podziemne, jest jedynym systemem kolei podziemnej na Białorusi. Ruch prawostronny, po szynach o rozstawie 1520 mm (standardowy dla krajów byłego ZSRR, w praktyce kompatybilny z 1524 mm). 
Metro otwarte dla pasażerów od 5:30 do 0:40. Codziennie realizowanych jest ponad 1000 kursów. Stacje mińskiego metra są położone stosunkowo płytko – od 10 do 17 m pod ziemią. Najgłębsza stacja metra to Jubilejnaja Płoszcza, położona na zielonej linii i będąca stacją przesiadkową na czerwoną linię. Głębokość tej stacji wynosi 25 metrów.
Wszystkie stacje są monitorowane, część stacji jest również wyposażona w schodołazy gąsienicowe służące do transportu po schodach osób na wózkach inwalidzkich.

## Linie

Docelowy układ linii

Mińskie metro obecnie składa się z trzech linii. Pierwsza, niebieska linia łączy południowy zachód miasta, dzielnicę Malinauka, z dzielnicami Uschod i Uruczcza położonymi na północnym wschodzie Mińska. Większość stacji tej linii ulokowano pod Aleją Niepodległości - główną ulicą Mińska. Na niebieskiej linii są dwie stacje przesiadkowe: Płoszcza Lenina - przesiadka na zieloną linię, oraz Kastrycznickaja - przesiadka na czerwoną linię. 
Druga linia metra, czerwona, łączy zachodnie dzielnice Mińska - Czerwony Bor, Kuncauszczyna - z południowo-wschodnią częścią miasta, dzielnicą Szabany. Na czerwonej linii są dwie stacje przesiadkowe: Frunzienskaja - przesiadka na zieloną linię, oraz Kupałauskaja - przesiadka na niebieską linię. 
Trzecia linia, zielona, docelowo powinna połączyć południową część miasta, dzielnicę Kurasouszczyna, z północnym wschodem - dzielnicą Zialony Łuh. Aktualnie do użytku oddano tylko cztery stacje zielonej linii, w tym dwie stacje przesiadkowe: Wakzalnaja - przesiadka na niebieską linię, oraz Jubilejnaja Płoszcza - przesiadka na czerwoną linię. Aktualnie trwa budowa kolejnych trzech stacji zielonej linii metra w kierunku południowym. Według planów budowniczych, kolejne stacje zostaną oddane do użytku pod koniec 2023 roku. W przyszłości planuje się budowę czwartej linii. Docelowa długość wszystkich linii ma wynieść 77 km i ma na nich znaleźć się 58 stacji.
| Numer | Kolor     | Nazwa                           | Data otwarcia    | Długość | Liczba stacji |             |
| ----- | --------- | ------------------------------- | ---------------- | ------- | ------------- | ----------- |
| 1     | niebieski | Maskouskaja (Маскоўская)        | 30 czerwca 1984  | 19,2 km | 15            | [ 1 ] [ 9 ] |
| 2     | czerwony  | Autazawodskaja (Аўтазаводская)  | 31 grudnia 1990  | 18,1 km | 14            | [ 1 ] [ 9 ] |
| 3     | zielony   | Zielenałużskaja (Зеленалужская) | 7 listopada 2020 | 7,6 km  | 7             | [ 2 ] [ 9 ] |
|       |           |                                 | Łącznie          | 44,9 km | 36            |             |

## Tabor
Metro w Mińsku dysponuje 390 wagonami, z których skompletowano 73 składy pięciowagonowe i 6 składów czterowagonowych. Średnia prędkość handlowa wynosi 41 km/h, a częstotliwość pociągów w szczycie wynosi 2 minuty.

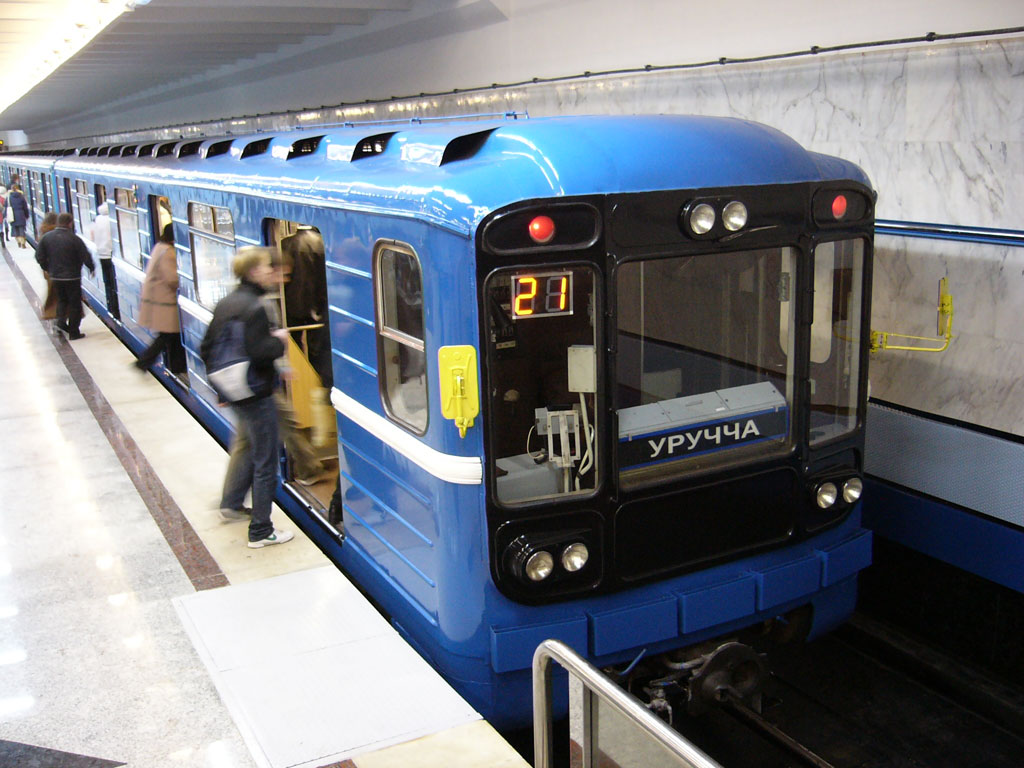
Seria 81(81-717/714)
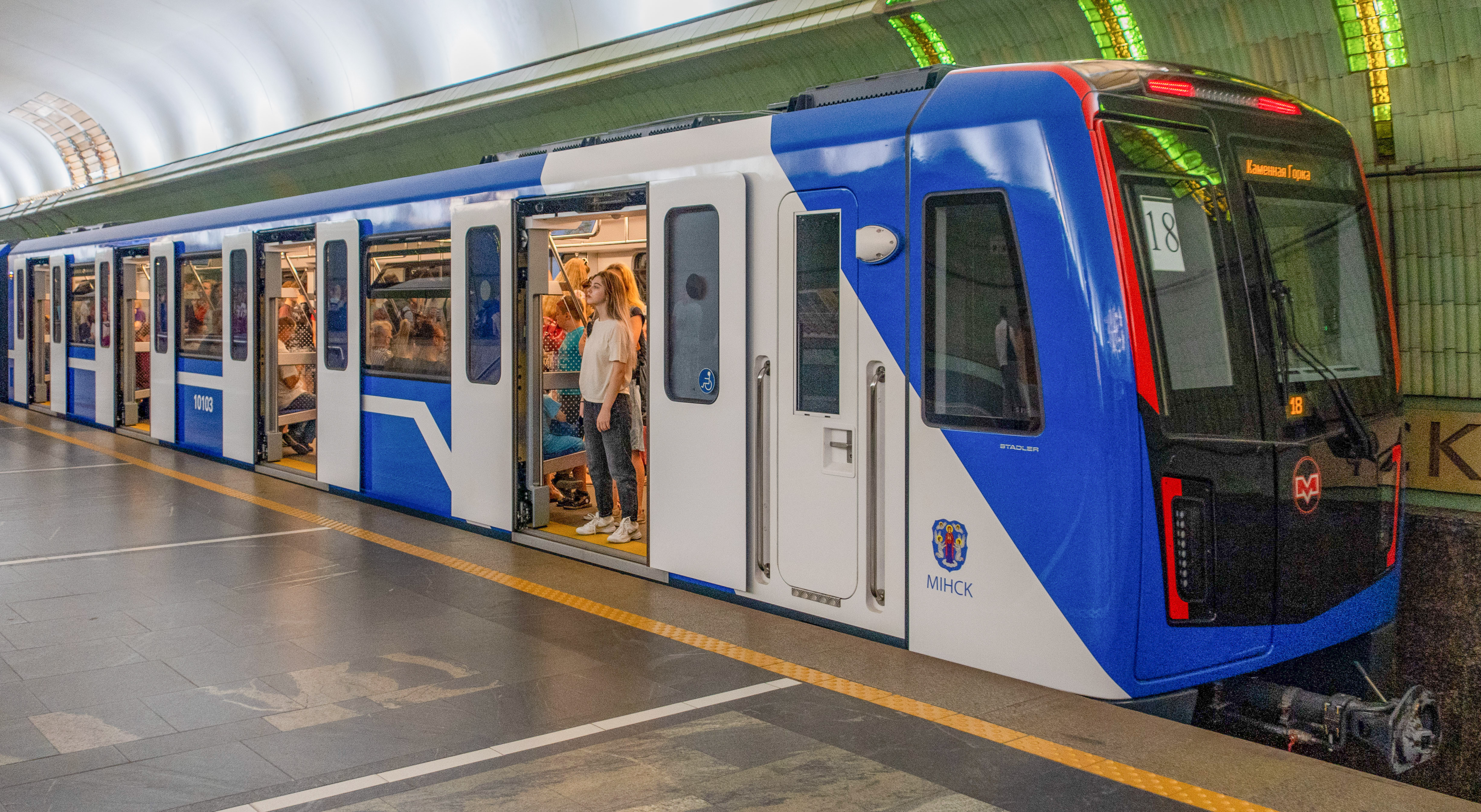
Stadler M110/M111

## Informacja pasażerska

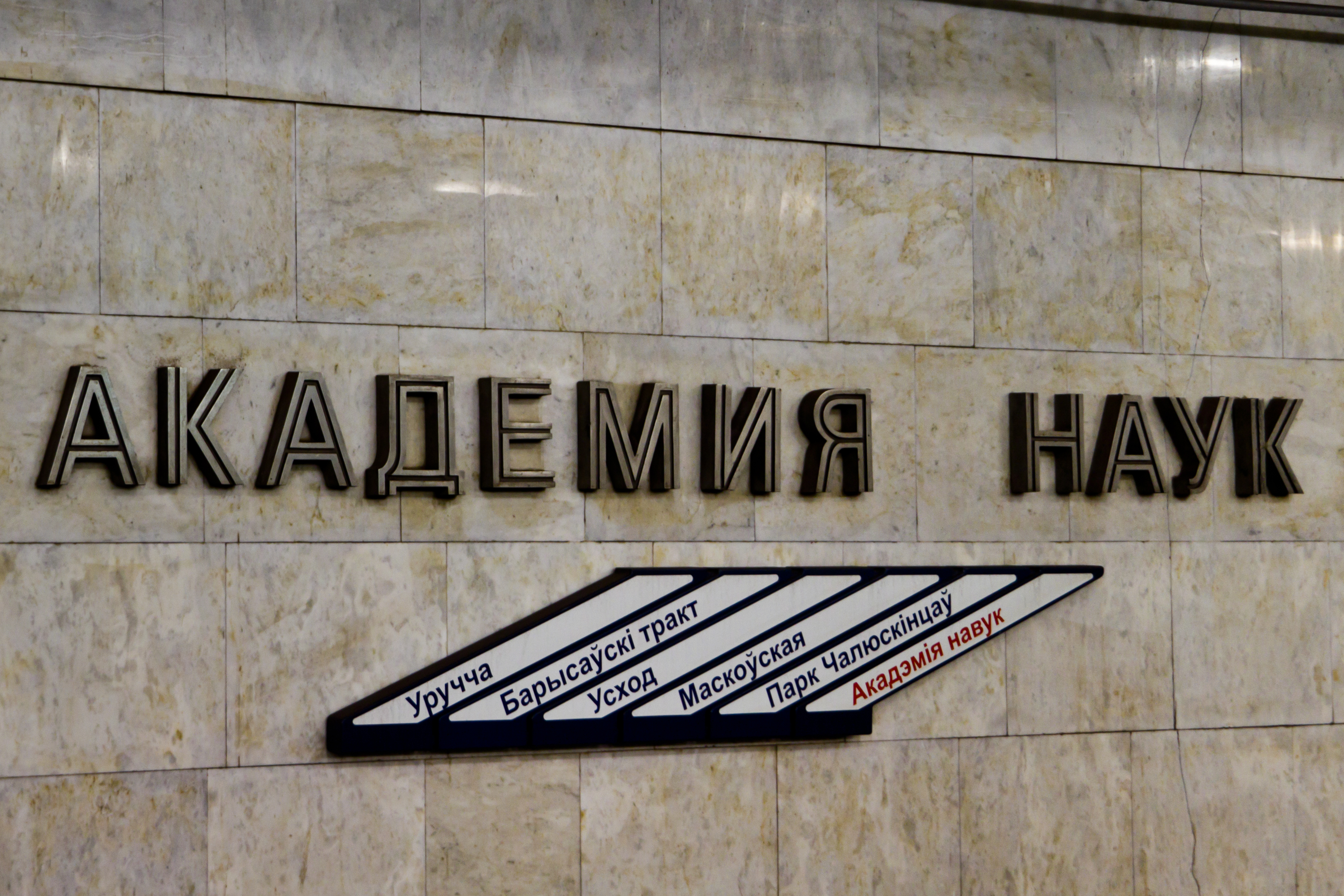
Nazwa stacji w dwóch językach

Na stacjach stosowane jest nazewnictwo w języku białoruskim oraz rosyjskim. Nazwy w języku rosyjskim stosowane są głównie na starszych stacjach. Nawigacja i zapowiedzi głosowe podawane są w języku białoruskim i angielskim.
W 2014 roku na Białorusi odbyły się mistrzostwa świata w hokeju na lodzie. Z tego powodu w metrze pojawiły się tablice informacyjne z nazwami stacji zapisanymi w alfabecie łacińskim oraz tymczasowo zapowiedzi głosowe wygłaszane były również w języku angielskim. Od 2017 te zapowiedzi zostały zwrócone na stałe.